# 風色幻想6 冒險奏鳴
《風色幻想6～冒險奏鳴～》是由弘煜科技开发的戰略角色扮演遊戲，为《風色幻想5》的續集故事。游戏於2007年7月12日在台湾發售，中国大陆则由寰宇之星代理，於2007年9月1日发行。本作的简体中文版引入了网络激活技术，引發一些争议。

## 故事簡介

### 章節內容

#### 序章～狂嵐暴雨的相遇
序章主要講述五位主角的相遇，以及連接風色幻想5的故事。

#### 第一章～墜下的過往，與嶄新的雙翼
```
   黑之船的黄耀石被荒神骑士抢走。黑之船坠落至弥赛亚。
```

染血大地的第16次进攻。璃魂主动参战。后拉五人的利奇曼旅团才发现，染血大地不停攻打弥赛亚的目的竟是劫狱，带走操兽师潘格尼。因为他的手抄本，有着怎么操纵大型魔物的具体方法。
```
   苍鹰号受到了委托，就是接走劫狱的魅雨以及潘格尼。
   但是梅鲁以及菈菈荻她们开着双子星号冲了上来。魅雨从飞机出来，跟利奇曼旅团几人鏖战。最后不敌，便选择用腐蚀剂腐蚀断铁索。自己跳下去。
   最后弹射出来的铁索打中了苍鹰号。凯被迫用炸弹炸断铁索。双子星号损坏严重。为了还债，凯，以及他的苍鹰号只得进团。
   这个时候，才发现，凯原来就是迪恩他们黑之船团长的儿子。
  伊莎贝拉对梅鲁表示了非常的不满。不过在看到凯后，顿时害羞的走了，走的时候还不小心踢翻了水桶。
```

#### 第二章～奧莉薇與榭克特
講述利奇曼冒險團接到一名亡靈委託的任務(實際上為13所扮)，前往火山地區捕捉火之大精靈-沙羅曼達。

#### 第三章～海亞力大山的冒險者們
講述利奇曼冒險團接到由莉莉耶(女王的侍從)所委託的任務，任務內容是將"沃坦之耳'的通訊器裝在海亞利大山的山頂上作為傳送接收器，任務中迪恩他們遇上競爭對手"彌賽亞公會團"。

#### 第四章～千年宮殿
利奇曼旅团受尤利西斯的委托，前去星辰中的千年宫殿，索要千年宫殿的继承权。
```
 在利奇曼冒险旅团完成任务后，叫做可露尼朵的女主人，将千年宫殿的继承权交还给了梅鲁。
```

#### 第五章～河道都市的死鬥
恐怖組織"血染大地"將以火之大精靈攻陷"河道都市"，彌賽亞及利奇曼冒險團進行特A級任務助守河道都市，最後逼不得已之下退出河道都市。

#### 第六章～彌賽亞的夜空之下
講述彌賽亞的重要日子"7月7日結緣之日"。

#### 第七章～第四次彌賽亞戰爭
因為爆炎戰爵雷斯特失控,導致魔彈將軍阿斯法和代領主榭菈
談判破裂,進而引發聯邦軍進攻彌賽亞

#### 第八章～意外的真相
```
   盖亚答应了今深月首领萨耶夫的要求。带着战犯华格那（雷蒙特）前去见面。
   在运送货船中，雾冰战爵被控制。开始攻击看守船的爱丽丝和华格那。最后利奇曼旅团赶到，菈菈荻成功用毒药迷昏战爵。
     在会议上，萨耶夫对着议员们说出了他们也不清楚的真相，并且13、璃魂、魅雨、荒神骑士以及厌夜来到了会议厅，并且杀光了会议厅的所有人之后就离开了。最意想不到的情况。
   就是费特居然也在其中。
 最终萨耶夫逃到了英灵之塔塔顶。尤利西斯最后通过一系列的手续，最后成为了深月的现任首相。
```

## 新系統

### 大型魔獸
大型魔獸是風色幻想6的新系統，這些魔獸雖然體積龐大移動力較慢，但是攻擊力和範圍也隨之而增大，所以不要看到大型魔獸便衝上前。

### 種族系統
本作除沿用抗性设定之外，新加入了种族的设定。玩家角色可使用的物理攻击技能亦有对应的设定。当使用对应属性的技能进行攻击时，可以在一定程度上增加伤害。具体对应如下表：
| 种族 | 动物 | 黑雾 | 装甲 | 未知 |
| ---- | ---- | ---- | ---- | ---- |
| 技能 | 猎杀 | 狩魔 | 破甲 | 超越 |

即使是同一名角色，其所使用的技能也不一定都是同一属性。

此外，部分称号、晶体会产生伤害加成的效果。

## 主要人物
迪恩‧凡爾賽提斯（Dion） 
黑之船的代理團長，有著相當自信卻又不會流於自大，同時兼備縝密思考與敏捷行動能力之男子，為本作主角。
本名為「迪恩・伊薩卡・凡爾賽提斯」，原為金髮，是尤里西斯的哥哥，也是過去的伊薩卡王國王子。
小時候因父親的實驗被植入獸之主核「獸之意」，但遭其侵蝕，而變成植物人。之所以能活動是因為梅魯扔掉的許願石「蒼天之藍曜」所致，所以到最終章為止的迪恩並沒有進入黑之團以前的記憶，故事初期的藍髮與現在的個性也是因為「蒼天之藍曜」的關係。最終章的「英靈殿的騎士」戰後，「蒼天之藍曜」被拿走，於是又變成植物人，同時也回復成金髮，直到「安道爾」戰鬥開始之前沒多久才清醒。
梅魯‧海默（Mell）
利奇曼冒險旅團的現任團長，天下無敵的拜金暴力狂!為了挽回某個重要的東西，一直努力加油著。
千語（Chyu）
非常神秘的寡言少女，帶著一把有夠神秘的大劍，有著不尋常的怪力，似乎背負著某些使命，不過其內容也一樣神秘～
原本是黑霧地區月長村的村民，幽墜的姊姊，但因為繼承黑曜而不再成長，反而看起來比較小。
月長村被屠滅後，獨自一人將全部屍體埋葬，並為了尋找滅村兇手而開始旅行，因為受到迪恩體內的獸之核而留在黑之團中。
凱（KY.）
操作奇異鍊金大砲的男子，是個相當爽朗的漢子。
其實是黑之團原團長「安道爾」的獨子，與小時候的迪恩為好友，並稱他為「國王大人」(但太常叫，反而忘掉本名)，也認識可可，但因不滿父親將他送入軍校而不回家。
與阿斯法為同期同學，有「魔炮」之稱，畢業後也與阿斯法同樣被分配到第四軍團，但在攻打晶耀王國時見到研究的機甲造成的強大殺傷力而逃離戰場，而被貶職，最後在聖都時，為了救愛麗斯而成為逃兵。
菈菈荻（Lalady）
魔法少女菈菈荻只是表面的偽裝，其實身份是幽墜的徒弟−荻菈，在幾年前學會魔法後一同組團，出海冒險。
可可（Coco）
隨侍在迪恩身旁，十八般武藝樣樣精通的超級女僕，就像是迪恩的家人、姊姊一般的存在。
本名為「莉可莉絲」，是當初被黑翼使徒取代的女孩。
依莎貝菈（Isabella）
現任彌賽亞冒險者公會會長，同時也是現役的冒險獵人，相當有活力的超級怪力女人、天下無敵的會長大人。
燧火（Dark Fire）
新任冒險獵人，是個非常單純樂天的暗殺者，直來直往的單純熱血性格，實在是會讓人懷疑他到底是不是個暗殺者。
阿克雅（Aquar）
前黑之團成員，同時具有『冒險獵人』與『獎金獵人』的雙重身份，有著相當厲害的實力與豐富的戰鬥經驗。
米歐（Mio）
黑霧部落出身的冒險獵人，與哈貝魯卡的交情似乎相當好。

## 其他角色

### 亦敵亦友
愛麗斯（Alice）
深月聯邦第四軍團所屬，阿斯法的專屬副官，擅長使用劍和煉金砲搭配戰鬥，能發揮相當高的戰力。身上有著六分之一的獸之主核，獸之嗅。
阿斯法的親妹妹，脖子後面有綠之刻紋。
曾經很崇拜凱，但由於其在赤月戰爭的表現而轉變成討厭，不知道是凱在聖都救了她。
```
最后爱丽斯从阿斯法口中得知了事情的原委，二人成功解除了误会。爱丽斯重新开始崇拜凯。但却表示自己依旧永远都不会原谅他。
```

阿斯法（Asufa）
深月聯邦第四軍團團長。亦為深月聯邦的新任將軍，操使著長距離的煉金砲進行戰鬥，有著『魔彈將軍』的稱號。
尤里西斯‧伊薩卡（Ulysses）
聯邦最有權力的13議員其中之一，是個個性隨和，且相當熱愛假學與鍊金術的學者型人物。
本名為「奧德修斯‧伊薩卡‧凡爾賽提斯」，為迪恩的弟弟，也是過去伊薩卡王國的王子。
小時候體弱多病，而被父親植入獸之核，得到健康的身體。
其實是自赤月戰爭後一切動亂的策劃者，與厭夜合作，以許願石與綠之意識融合，希望藉由自身來消除人類的危險。
潘格尼（Penguin）
穿著企鵝裝的操獸師，又名企鵝王。
三年前因綁架韓德爾事敗，而關入彌賽亞的燈塔監獄中，在染血大地的計畫下被救出，但仍堅持回去，事件結束後被正式釋放並成為彌賽亞的一份子。

### 敵軍
漓魂（Siftsoul）
『染血大地』的戰士，使用著黑霧地區獨特的技法戰鬥著，相當的難纏。
魅雨（Siftrain）
『染血大地』的術士，會使用許多特異的黑霧術法，相當難以應付。
厭夜
神秘的少女人偶，似乎是以極強大的怨念支撐而得以活動。
貝莉卡
鎮守奇怪的巨大城之中……不過認真起來的貝莉卡，可說是風色史上最強大的敵人。從某個層面來看，也可以算是風色裡面的隱藏BOSS
荒神騎士
神秘的巨大鎧甲，有著極為強大的恐怖力量。真正的身份是黑之團團長安道爾,因為幫助奧德修斯取走厭夜的東西受到重傷而穿上荒神鎧甲，最後死於黑曜之女-千語之下.
費特（Fate）
曾是利奇曼冒險旅團的成員，艾因帶著依協莉絲離去之後，隨即追著出去。取得了許願石又找到艾因與依協莉絲之時，才剛要許願就被13抓到。之後就一直聽命於尤里西斯，為弒神計畫做準備而暗躍著，弒神計畫之後即拿著許願石出去找艾因。
13
前命運計劃的第13個成員，似乎服從著某人的命令，在暗地裡活躍著。

### 彌賽亞
韓德爾（Handel）
彌賽亞的現任領主，也是過去『黃金之翼』中的「黃金之鷲」，有著超高竿的駕駛技術，因過去行動而雙腳成殘。目前替聖都監工新蒼穹之門，所以委託榭拉代理。
英格利德（Ingrid）
彌賽亞冒險公會，輔助著依莎貝菈的超級女僕，比前會長塔莉塔莉要能幹一百萬倍。
整備班
是由薩米耶（Samiel）、雷（Rayft）（全名雷菲特）、猶哈（Uha）組成的三人組，在蒼鷹團凱最得力的後勤助人，通稱「整備班」。
艾瑪（Emma）
在彌賽亞住宅區中開著一間販賣「魔獸食材」的店舖—『艾瑪的店』，但由於幫榭拉照料飛龍亭的生意而把商店給自己的丈夫打理。
榭菈
彌賽亞中最有人氣的餐館—飛龍亭的老闆娘，又是彌賽亞的代領主，是個既開朗又能幹的超級大姊頭。
賽依雅
是個對煉金術有極度異常執著，又喜歡調配各類藥物的奇特女孩，並於彌賽亞經營雜貨舖。
波奇
為彌賽亞公會冒險獵人"阿克雅"的弟弟,在彌賽亞開了一間蛋糕店,但有很多古古怪怪的食品,應該不是蛋糕店吧...
依潔艾兒
亞歲（November）
為晶體店老闆收養的女兒，現正代替生病的父親看管晶體店，是個開朗活潑，而且待人親切的商店看版娘。
哈貝魯卡
神秘如外星人的哈貝魯卡於彌賽亞住宅區經營著一間「第十三號神秘商店」，為旅人傳授極為神秘的禁忌技巧、和販賣只有魔物才能使用的黑霧技巧。
尼爾
為艾瑪的丈夫，深愛著妻子，現代管艾瑪的店，在彌賽亞褢有著很高的人氣。
莎
『維克多』的遺族，目前在韓德爾身邊擔任貼身侍女的工作，據聞有著比小碧更為堅強的實力。
碧

### 戰爵
爆炎戰爵 雷斯特
　蓋亞四戰爵之一，掌管著『爆炎』之力的爆炎戰爵。
雷雲戰爵 史緹菈
　蓋亞四戰爵之一，掌管著『雷雲』之力的雷雲戰爵。
由於靈魂量不足，外觀的成長速度也慢，以至於看起來像個十二、三歲的小女孩。
霧冰戰爵　憐
　蓋亞四戰爵之一，掌管著『霧冰』之力的霧冰戰爵。
白銀戰爵　帕蕾莉雅
　蓋亞四戰爵之一，掌管著『白銀』之力的白銀戰爵。
在此作中因照料生病之真正蓋亞而未登場，僅在對話中提到她的名字。
不過在弘煜發佈的「混沌之門」額外戰役中可以見到她的蹤跡。

### 其他人物
可麗兒（Clear）
前利奇曼冒險旅團成員之一。由於原本的蓋亞在新聖都建立的過程中操勞過度病倒的關係，為了避免南方知道蓋亞病倒進而陷入混亂，離開旅團到南方去暫時取代蓋亞的位置。但是於續作是否能回到利奇曼冒險旅團還是未知數，因為……
希亞
前利奇曼旅團的成員之一，離開旅團後，目前在晶燿王國擔任紅連騎士團的代理團長。
西札爾
傳說中的冒險獵人－『黃金之翼』(也是其中的「黃金之鷹」)，個性輕浮，總是愛開玩笑，但卻有著出乎意料的實力。
出身於納入聯邦前的星霜王國，是使星霜王國富強的推手，也是星霜現任領主原來的未婚夫。
幽墜
彌賽亞冒險工會NO.1冒險獵人，現任戰爵媽媽!?
八月
深月聯邦的將軍，擅長使用長距離狙擊來應戰，不論是怎樣的獵物，都逃不出她的視線。
塔莉塔莉
傳說中得了「不上班就會死的病」的熱血派店長，與魔恩之間似乎維持著相當奇妙的有誼（？）關係。
魔恩‧貝莉斯
傳說中得了「上班就會死的病」的翹班娘，與塔莉之間似乎維持著相當詭異的宿敵（？）關係。

### 幻之三劍客/頭目
阿熊
幻之軍團的新任指揮官，率領整個軍團進行征服人類的作戰。
大白
幻之軍團的新指揮官之一，擅長使用各種火器應戰。
幻之軍團的新指揮官之一，性格極度暴躁易怒，攻擊性非常之強。
暴牙
幻之軍團的前總指揮官，因為前次作戰的判斷失誤而造成軍團敗北，因此受到了降職處分。
黑輪
幻之軍團的突擊隊長，體術與隱藏能力相當了得。
小奈
幻之軍團的魔法部隊隊長，魔力雖然相當地強，但卻有十分令人傷腦筋的個性。

### 幻之軍團
蒙面鼠英雄
幻之軍團的前鋒部隊，多半為輕裝行動，擅長進行游擊戰，通常擔任突擊軍或是偵查等任務。
神犬斬刀俠
幻之軍團的主力中鋒部隊，能力較平均，可負責多方面作戰任務，實力頗強。
神犬弓戰士
幻之軍團的側翼部隊，擅長使用弓箭狙擊，為軍團主要的支援火力，是需要相當留心的對手。
龐克鳥歌手
幻之軍團的後勤支援部隊，會詠唱各類的戰歌來強化軍隊的兵作戰能力，在軍團中扮演相當重要的支援地位。
轟天兔祭司
幻之軍團的後勤醫療部隊，除了精通治癒與強化的法術外，本身也有相當強的破壞力，千萬不可小看。
幻蛙大法師
幻之軍團的魔法部隊，會使用各種類的攻擊魔法，是相當有力的支援部隊。

### 軍隊
聯邦一般兵
深月聯邦的一般士兵，僅有最基本的裝備，但訓練相當札實，具有相當程度的戰力。
聯邦正規兵
深月聯邦的正規部隊，擁有全方位戰力的高級兵種，即使是單兵作戰也能相當高的戰力。
聯邦射擊兵
深月聯邦的狙擊部隊，配有相當精良的狙擊步槍，是聯邦最主要的火槍支援戰力。
彌賽亞兵
樂園之都彌賽亞的守備軍，人數雖然不多，但訓練十分精良，是守護彌賽亞的重要戰力。
聖堂守軍
守護現世之神蓋亞的禁衛軍，為經過教廷嚴格挑選過的神之戰士，會使用治癒系的刻紋魔法。

## 更新

### 資料片
《完美冒險資料片》已在2007年7月公開發售。
資料片主要增加了數個任務和支線劇情，增加遊戲的刺激性。

### 情人節/中秋節小禮物

#### 情人節小禮物
情人節小禮物已在07年8月15日發佈，情人節小禮物追加以下效果:
1.追加戰場秘技功能
在戰場上的空白地區按右鍵後按住 W 、F、6 三鍵後放開，即開啟密技模式
2.無序刻紋追加-移動RAP消耗降低之效果
3.修正資料片戰役中煉金獸的的戰鬥問題

#### 中秋節小禮物
中秋節小禮物已在07年9月21日發佈，中秋節小禮物追加效果與情人節小禮物相同，但增加了「混沌之門」，「混沌之門」內設有9場戰役，每一場戰役結束後也會得到由貝莉卡送出的獎勵。

## 四種結局
風色幻想6的結局為對話羈絆系統，只要在第一到五章中選擇梅魯，千語或凱其中一人，便可以與該人物在第六章一起經過，最終章的其中數場戰役也會受其影響，若第一到五章中選擇回房間則進入BAD END。

## 外部連結
- 風色幻想6~冒險奏鳴~官方網站
- 弘煜科技事業股份有限公司 （页面存档备份，存于）
- 寰宇之星软件有限公司